# 喬納·海姆
喬納·納坦·海姆（英語：Jonah Nathan Heim，1995年6月27日—），為美國職棒大聯盟的捕手，目前效力於德州遊騎兵。他在2020年登上大聯盟，先前曾效力於奧克蘭運動家。

## 職業生涯

### 小聯盟
2013年美國職棒大聯盟選秀，金鶯隊在第四輪129順位選進海姆。2013年，他從新人聯盟出發，隔年升上短期1A。2015年，他升上1A，並繳出2成48的打擊率，並在2016年升上高階1A。
2016年8月1日，金鶯將海姆交易到光芒，換來史蒂夫·皮爾斯。隨後他被送往高階1A的球隊，隔年他的打擊率為2成60，並敲出9轟與61分打點。
2017年12月19日，光芒將海姆交易到運動家，換來喬伊·溫德爾。他在運動家的前兩年都在小聯盟，並分別繳出2成58和3成10的打擊率。

### 奧克蘭運動家
2019年球季末，他入選運動家隊的40人名單。2020年8月25日，海姆登上大聯盟。整季他的打擊率為2成11。

### 德州遊騎兵
2021年2月6日，運動家將海姆、克里斯·戴維斯和Dane Acker交易到遊騎兵，換來埃爾維斯·安德魯斯和Aramis Garcia。
2021年
4月6日，海姆敲出大聯盟首轟。7月31日，海姆首次達成左右打都開轟的壯舉，他更是在這場比賽敲出再見轟。8月1日，他成為遊騎兵隊史首位連兩場擊出再見轟的選手。整季他出賽82場比賽，打擊率為1成96，並敲出10轟與32分打點。
2022年
4月14日，他從大谷翔平手中敲出生涯首發滿貫砲，這也是大谷到目前為止被敲出的唯一一支滿貫砲。整季他出賽127場比賽，繳出2成27的打擊率，並敲出16轟與48分打點。
2023年
海姆在這年首度入選明星賽，並獲選為美聯先發捕手。

## 外部連結
- 球員資訊和成績在MLB ，ESPN ，Baseball Reference ，Baseball Reference (Minors) ，Fangraphs ，The Baseball Cube （英文）